# اسمیریل لاین
اسمیریل لاین (انگلیسی: Smyril Line) شرکت کشتیرانی دانمارکی است، که در سال ۱۹۸۳ تأسیس شد.